# Stojanowa (wieś)
Stojanowa (ros. Стоянова) – wieś (ros. деревня, trb. dieriewnia) w zachodniej Rosji, centrum administracyjne sielsowietu nikolskiego w rejonie oktiabrskim (obwód kurski).

## Geografia
Miejscowość położona jest nad Rogozną (prawy dopływ Sejmu), 21 km na północny zachód od centrum administracyjnego rejonu (Priamicyno), 29 km na północny zachód od Kurska, 22 km od drogi magistralnej (federalnego znaczenia) M2 «Krym».
We wsi znajduje się 40 posesji.
Klimat
Miejscowość, jak i cały rejon, znajduje się w strefie klimatu kontynentalnego z łagodnym ciepłym latem i równomiernie rozłożonymi opadami rocznymi (Dfb w klasyfikacji klimatów Köppena).

## Demografia
W 2010 r. wieś zamieszkiwały 64 osoby.